# Solanum gnaphalocarpon
Solanum gnaphalocarpon là loài thực vật có hoa trong họ Cà. Loài này được Vell. miêu tả khoa học đầu tiên năm 1825.